# Guillermo Díaz-Caneja
Guillermo Díaz-Caneja Gómez (Madrid, 14 de octubre de 1876-Madrid, 23 de abril de 1933) fue un escritor y comediógrafo español.

## Biografía
Aprendió dibujo en la Escuela de Bellas Artes de San Fernando y cursó declamación en el Conservatorio de Madrid. Terminó los estudios mercantiles y no se consagró a la literatura hasta cumplidos los treinta. Trabajó un año en una compañía de zarzuela de esa misma ciudad, pero no le gustaba la vida farandulera y dejó esa profesión. Escribió entonces un libro de relatos, Escuela de humorismo (1913), que fue su primer libro, al que siguieron varias novelas de escaso éxito, de las cuales alcanzó el premio Fastenrath de la Real Academia Española de 1918 El sobre en blanco. A partir de entonces su carrera remontó y empezó a estar entre los más vendidos.
Admirador y amigo de Benito Pérez Galdós, su obra repite las características, géneros y personajes del realismo decimonónico y posee un cierto contenido moral. Recomienda los antiguos valores familiares y las virtudes castellanas. Entre otras, destacan La pecadora, 1914 y El misterio del hotel, 1928. También fue autor de comedias (Un beneficio, 1920 y Pilar Guerra, 1920, que luego adaptó en forma de novela y fue llevada al cine en dos ocasiones: en 1926, dirigida por José Buchs, y en 1941 por Félix de Pomés). Falleció de un ataque de hemiplejía en Madrid, el 23 de abril de 1933, dejando viuda y un hijo.

## Obras

### Narrativa
- La cumbre, 1908.
- Escuela de humorismo, 1913, cuentos.
- La pecadora, 1914
- La deseada, 1915
- El sobre en blanco, 1918 y 1919, premio Fastenrath de la Real Academia Española de 1918
- El vuelo de la dicha, 1921
- La virgen paleta, 1922
- El romántico de aldea, 1922
- Las niñas de Recoletos, 1922.
- La tragedia de Paulina, 1922.
- No me quieras tanto, 1923.
- Amor de mujer, 1923
- Una realidad escabrosa, 1923
- El cínico encumbrado, 1923
- Corazón sin engarce, 1923.
- El naufragio de un alma, 1924
- La mujer que soñamos, 1924
- Celos mal reprimidos, 1924.
- Garras blancas, 1925
- Una lección de amor, 1925
- Garras blancas, 1925.
- La novela sin título, 1927.
- Los frailes, 1927
- El carpintero y los frailes, 1927.
- El misterio del hotel (novela cómica), 1928.
- Pilar Guerra. Novela. Madrid : Editorial Galatea, 1921

### Teatro
- Un beneficio, 1920
- Pilar Guerra, 1920, llevada al cine en 1926 y 1941.